# Virus chimérique
Un virus chimérique, aussi appelé virus chimère, est défini par le Center for Veterinary Biologics (qui fait partie du service d'inspection de la santé animale et végétale du Département américain de l'agriculture) comme un « nouveau micro-organisme hybride créé en joignant des fragments d'acide nucléique provenant de deux ou plusieurs micro-organismes différents dans lesquels chacun d'au moins deux des fragments contiennent des gènes essentiels nécessaires à la réplication ». Le terme chimère faisait déjà référence à un organisme individuel dont le corps contenait des populations cellulaires de différents zygotes ou à un organisme qui se développait à partir de portions d'embryons différents. Dans la mythologie, une chimère est une créature telle qu'un hippogriffe ou un griffon, formé de parties d'animaux différents, d'où le nom de ces virus. Des flavivirus chimériques ont été créés pour tenter de fabriquer de nouveaux vaccins vivants atténués.

## Comme arme biologique
La combinaison de deux virus pathogènes augmente la létalité du nouveau virus, raison pour laquelle il y a eu des cas où des virus chimériques ont été envisagés pour une utilisation comme arme biologique. Par exemple, le projet Chimera de l'Union soviétique a tenté de combiner l'ADN de l'encéphalite équine vénézuélienne, de la variole et du virus Ebola à la fin des années 1980. Une combinaison de virus de la variole et de la variole du singe a également été étudiée.

## Comme traitement médical
Des études ont montré que des virus chimériques peuvent également être développés pour avoir des avantages médicaux. La Food and Drug Administration (FDA) des États-Unis a récemment approuvé l'utilisation du récepteur d'antigène chimérique (CAR) pour traiter le lymphome non hodgkinien récidivant. En introduisant un récepteur d'antigène chimérique dans les lymphocytes T, ces derniers deviennent plus efficaces pour identifier et attaquer les cellules tumorales. Des études sont également en cours pour créer un vaccin chimérique contre les quatre types de virus de la dengue, mais cela n'a pas encore fonctionné.